# Evženie
Evženie nebo též Evžena je ženské křestní jméno řeckého původu. Jedná se o ženský protějšek mužského jména Evžen. Jeho význam lze přeložit jako „urozená“ nebo „dobrého rodu“.
V českém občanském kalendáři má toto jméno svátek 22. dubna.

## Statistické údaje
Následující tabulka uvádí četnost jména v ČR a pořadí mezi ženskými jmény ve srovnání dvou roků, pro které jsou dostupné údaje MV ČR – lze z ní tedy vysledovat trend v užívání tohoto jména:
| Rok       | Četnost   | Pořadí      |
| 1999      | 1500      | 196.        |
| 2002      | 1449      | 196.        |
| Porovnání | o 51 méně | žádná změna |
| 2006      | 1286      | 215.        |

Změna procentního zastoupení tohoto jména mezi žijícími ženami v ČR (tj. procentní změna se započítáním celkového úbytku žen v ČR za sledované tři roky 1999-2002) je -2,6%.

## Známé nositelky jména
- Eugénie de Montijo – francouzská císařovna
- Evženie Maxmilianovna z Leuchtenbergu – ruská šlechtična
- Evženie Leuchtenberská – francouzsko-německá princezna
- Evženie Řecká a Dánská – francouzská šlechtična, sestřenice prince Filipa
- Svatá Eugenia
- Evženie Grandetová (Eugénie Grandet) – titulní postava románu Honoré de Balzaca (1833)
  - Evženie Grandetová – drama Věry Chytilové z roku 1966 natočené na námět Balzacovy knihy